# Гребля Зіт-Емба
Гребля Зіт-Емба (Zit Emba) — гідротехнічна споруда на півночі Алжиру. Також відома як гребля Bekkouch Lakhdar.
Греблю спорудили у 2001 році на уеді Ель-Кебір, що впадає у Середземне море за три десятки кілометрів на схід від Скікди. Головним призначенням споруди є іригація, при цьому площа розташованого вище по сточищу басейну становить 485 км2.
В межах проекту долину уеду перекрили насипною греблею висотою 50 метрів, яка утримує водосховище з площею поверхні 7,7 км2 та об’ємом 120 (за іншими даними — 117) млн м3.